# Revue d'études d'oc
 (juillet 2023).
Si vous disposez d'ouvrages ou d'articles de référence ou si vous connaissez des sites web de qualité traitant du thème abordé ici, merci de compléter l'article en donnant les références utiles à sa vérifiabilité et en les liant à la section « Notes et références ».
La France latine, devenue Revue d'études d'oc en 2014, est une revue culturelle et universitaire portant sur l'ensemble du domaine linguistique et littéraire d'oc.

## Historique

### Genèse
La revue est fondée en 1949, à Paris, par Pierre Vergnes, sous le nom de  Le Troubadour d'Auvergne. Elle devient La Voix du Massif central en 1951, puis la France latine en 1954.

### La France latine(1954-2014)
À partir de 1960 est lancée une nouvelle série de numéros sous la direction de René Méjean.
Elle est domiciliée à partir de 1987 à la Sorbonne (Centre d'enseignement et de recherche d'oc (CEROC) de l’Université Paris IV). La revue, dirigée par Suzanne Thiolier-Méjean, devient alors l'organe de ce centre de recherche et ouvre ses colonnes aux spécialistes (français et étrangers, ainsi qu'aux jeunes chercheurs) de la langue et de la littérature du domaine d'oc. À partir de 2000 elle est codirigée par Philippe Blanchet de l'université Rennes 2 et prend le sous-titre Revue d'études d'Oc.
Elle est, à la suite du départ à la retraite de Suzanne Thiolier-Méjean, professeur émérite à l'Université de Paris-IV Sorbonne et spécialiste de langue et de littérature d'Oc, reprise le 1er septembre 2004 par le Centre de recherche sur la diversité linguistique de la Francophonie de l'Université Rennes 2 de Philippe Blanchet.

### Revue d'études d'oc(depuis 2014)
À partir de 2014, le sous-titre Revue d'études d'oc devient son titre principal  (ISSN 2429-4748) et Brigitte Saouma en prend la codirection en remplacement de Thiolier-Méjean. À partir de 2022, la Revue d'études d'oc devient une publication du Centre d'Études des Langues, Territoires et Identités Culturelles (CELTIC-BLM) de l'université Rennes 2. Elle publie deux numéros par an, l'un consacré aux études médiévales, l'autre aux études modernes et contemporaines, sur le domaine d'oc et les thématiques qui le concernent.